# Schweizer Skimeisterschaften 1946
Die Schweizer Skimeisterschaften 1946 fanden vom 8. bis zum 10. März 1946 in Davos und am 17. Februar 1946 in Urnäsch statt. Ausgetragen wurden im Skilanglauf die Distanzen 18 km und 50 km. Beim 18-km-Lauf wurde Otto von Allmen und beim 50-km-Lauf Edi Schild Erster. Das Skispringen gewann Ludwig Demarmels und die Nordische Kombination Niklaus Stump. Im Ski Alpin wurden die Disziplinen Abfahrt und Slalom ausgetragen. Bei den Männern gewann Karl Molitor die Abfahrt sowie den Slalom und somit auch die Kombinationswertung. Bei den Frauen siegte Hedy Schlunegger in der Abfahrt und abschliessend in der Kombinationswertung. Zudem triumphierte Elisa Conzett im Slalom. Schweizer Skimeister wurde Otto von Allmen, der die Vierer Kombinationwertung gewann.

## Vierer Kombination Männer
Die Kombination wurde über eine Punktewertung aus den Ergebnissen von Abfahrt, Kombinationsskisprung, 18-km-Lauf und Slalom berechnet.
| Platz | Name              | Verein    | Punkte |
| ----- | ----------------- | --------- | ------ |
| 01    | Otto von Allmen   | Wengen    | 43,20  |
| 02    | Niklaus Stump     | Wildhaus  | 46,13  |
| 03    | Martin Zimmermann | SC Davos  | 87,66  |
| 04    | Arnold Vultier    | Ste-Croix | 117,91 |
| 05    | Hans Zurbriggen   | Saas-Fee  | 126,83 |
| 06    | Hans Regli        | Andermatt | 132,22 |

## Skilanglauf

### 18 km
| Platz | Name              | Verein         | Zeit (std) |
| ----- | ----------------- | -------------- | ---------- |
| 01    | Otto von Allmen   | Wengen         | 1:14:18    |
| 02    | Niklaus Stump     | Wildhaus       | 1:16:24    |
| 03    | Robert Zurbriggen | Saas-Fee       | 1:17:00    |
| 04    | Edi Schild        | SC Kandersteg  | 1:17:55    |
| 05    | Martin Zimmermann | SC Davos       | 1:18:48    |
| 06    | Victor Borghi     | Les Diablerets | 1:19:27    |

Datum: Samstag, 9. März 1946
  Otto von Allmen aus Wengen holte mit zwei Minuten und sechs Sekunden Vorsprung auf Niklaus Stump seinen vierten Schweizer Meistertitel über diese Distanz.

### 50 km
| Platz | Name              | Verein         | Zeit (std) |
| ----- | ----------------- | -------------- | ---------- |
| 01    | Edi Schild        | SC Kandersteg  | 3:53:07    |
| 02    | Hans Schoch       | Urnäsch        | 3:57:38    |
| 03    | Victor Borghi     | Les Diablerets | 3:58:19    |
| 04    | Louis Bourban     | Saas-Fee       | 4:00:13    |
| 05    | Ernst Krebs       | St. Imier      | 4:01:47    |
| 06    | Robert Zurbriggen | Saas-Fee       | 4:09:00    |

Datum: Sonntag, 17. Februar 1946

Den mit 80 Läufern gestarteten 50-km-Lauf gewann Edi Schild in einer Zeit von 3:53:07 Stunden mit vier Minuten und 41 Sekunden Vorsprung auf Hans Schoch.

## Nordische Kombination

### Einzel
| Platz | Name              | Ort       | Punkte |
| ----- | ----------------- | --------- | ------ |
| 01    | Niklaus Stump     | Wildhaus  | 27,70  |
| 02    | Otto von Allmen   | Andermatt | 33,00  |
| 03    | Martin Zimmermann | SC Davos  | 68,90  |
| 04    | Hans Zurbriggen   | Saas-Fee  | 81,10  |
| 05    | Arnold Vultier    | Ste-Croix | 83,36  |

Datum: Freitag, den 8. März 1946 und Samstag, 9. März 1946
 Wie im Vorjahr gewann Niklaus Stump den Schweizer Meistertitel.

## Skispringen

### Normalschanze
| Platz | Name             | Verein      | Punkte |
| ----- | ---------------- | ----------- | ------ |
| 01    | Ludwig Demarmels | SC Davos    | 229,0  |
| 02    | Niklaus Stump    | Wildhaus    | 222,7  |
| 03    | Fritz Tschannen  | Adelboden   | 221,1  |
| 04    | Charles Blum     | Arosa       | 219,5  |
| 05    | Willy Paterlini  | Lenzerheide | 217,3  |

Datum: Samstag, 9. März 1946

Ludwig Demarmels gewann auf der Bolgenschanze mit Weiten von 62,5 und 66,5 Metern nach 1940 seinen zweiten Meistertitel.

## Ski Alpin

### Männer

#### Abfahrt
| Platz | Name             | Verein            | Zeit (min) |
| ----- | ---------------- | ----------------- | ---------- |
| 01    | Karl Molitor     | Wengen            | 3:23,4     |
| 02    | Edy Rominger     | Alpina St. Moritz | 3:26,4     |
| 03    | Edy Reinalter    | Crans             | 3:33,2     |
| 04    | Fernand Grosjean | Genf              | 3:37,4     |
| 05    | Paul Valär       | SC Davos          | 3:38,2     |
| 06    | Otto von Allmen  | Wengen            | 3:38,8     |

Datum: Sonntag, 10. März 1946

#### Slalom
| Platz | Name             | Verein            | Zeit (min) |
| ----- | ---------------- | ----------------- | ---------- |
| 01    | Karl Molitor     | Wengen            | 1:59,2     |
| 02    | Edy Reinalter    | Crans             | 2:01,6     |
| 03    | Edy Rominger     | Alpina St. Moritz | 2:02,4     |
| 04    | Otto von Allmen  | Wengen            | 2:05,0     |
| 04    | Victor Demarmels | SC Davos          | 2:05,0     |
| 06    | Paul Valär       | SC Davos          | 2:05,3     |

Datum: Freitag, 8. März 1946

#### Kombination
Die Kombination wurde über eine Punktewertung aus den Ergebnissen von Abfahrt und Slalom berechnet.
| Platz | Name            | Verein            | Punkte |
| ----- | --------------- | ----------------- | ------ |
| 01    | Karl Molitor    | Wengen            | 0      |
| 02    | Edy Rominger    | Alpina St. Moritz | 3,1    |
| 03    | Edy Reinalter   | Crans             | 5,9    |
| 04    | Romedi Spada    | Alpina St. Moritz | 9,21   |
| 05    | Walter Hänsli   | Klosters          | 10,65  |
| 06    | Hansjörg Künzli | SC Davos          | 11,95  |

### Frauen

#### Abfahrt
| Platz | Name             | Verein   | Zeit (min) |
| ----- | ---------------- | -------- | ---------- |
| 01    | Hedy Schlunegger | Wengen   | 2:28,8     |
| 02    | Lina Mittner     | Chur     | 2:32,6     |
| 03    | Anni Maurer      | SC Davos | 2:42,8     |

Datum: Sonntag, 10. März 1946

#### Slalom
| Platz | Name          | Verein   | Zeit (min) |
| ----- | ------------- | -------- | ---------- |
| 01    | Elisa Conzett | SC Davos | 2:12,6     |
| 02    | Anni Maurer   | SC Davos | 2:18,5     |
| 03    | Olivia Ausoni | Villars  | 2:19,7     |

Datum: Samstag, 9. März 1946

#### Kombination
Die Kombination wurde über eine Punktewertung aus den Ergebnissen von Abfahrt und Slalom berechnet.
| Platz | Name             | Verein      | Punkte |
| ----- | ---------------- | ----------- | ------ |
| 01    | Hedy Schlunegger | Wengen      | 4,32   |
| 02    | Anni Maurer      | SC Davos    | 11,78  |
| 03    | Lina Mittner     | Chur        | 12,16  |
| 04    | Rosemarie Bleuer | Grindelwald | 27,49  |
| 05    | Edmée Abetel     | Lausanne    | 36,58  |